# بان اکوا جانکشن (تنسی)
بان اکوا جانکشن(به انگلیسی: Bon Aqua Junction) شهری در ایالت تنسی کشور ایالات متحده آمریکا است که جمعیت آن در سرشماری سال ۲۰۱۰ میلادی، ۱٬۲۳۰ نفر بوده‌است.